# Тебеньково (Рязанская область)
Тебеньково (тат. Тибәнәк) — упразднённая деревня в Касимовском районе Рязанской области. Во второй половине XX века вошла в состав деревни Алёшино Булгаковского сельского поселения. Относилось к группе ак аймак поселений касимовских татар.

## История
По дореволюционному административному делению д. Тебеньково относилась к Татарской волости Касимовского уезда Рязанской губернии. В деревне собственной мечети не было, жители относились к приходу мечети села Царицыно.

## Население
В 1862 — 86 человек.

## Известные уроженцы
- Симаков, Каюм Мухамеджанович — заместитель председателя Совета министров Казахской ССР (1961—1968).